# Benjamin Drew

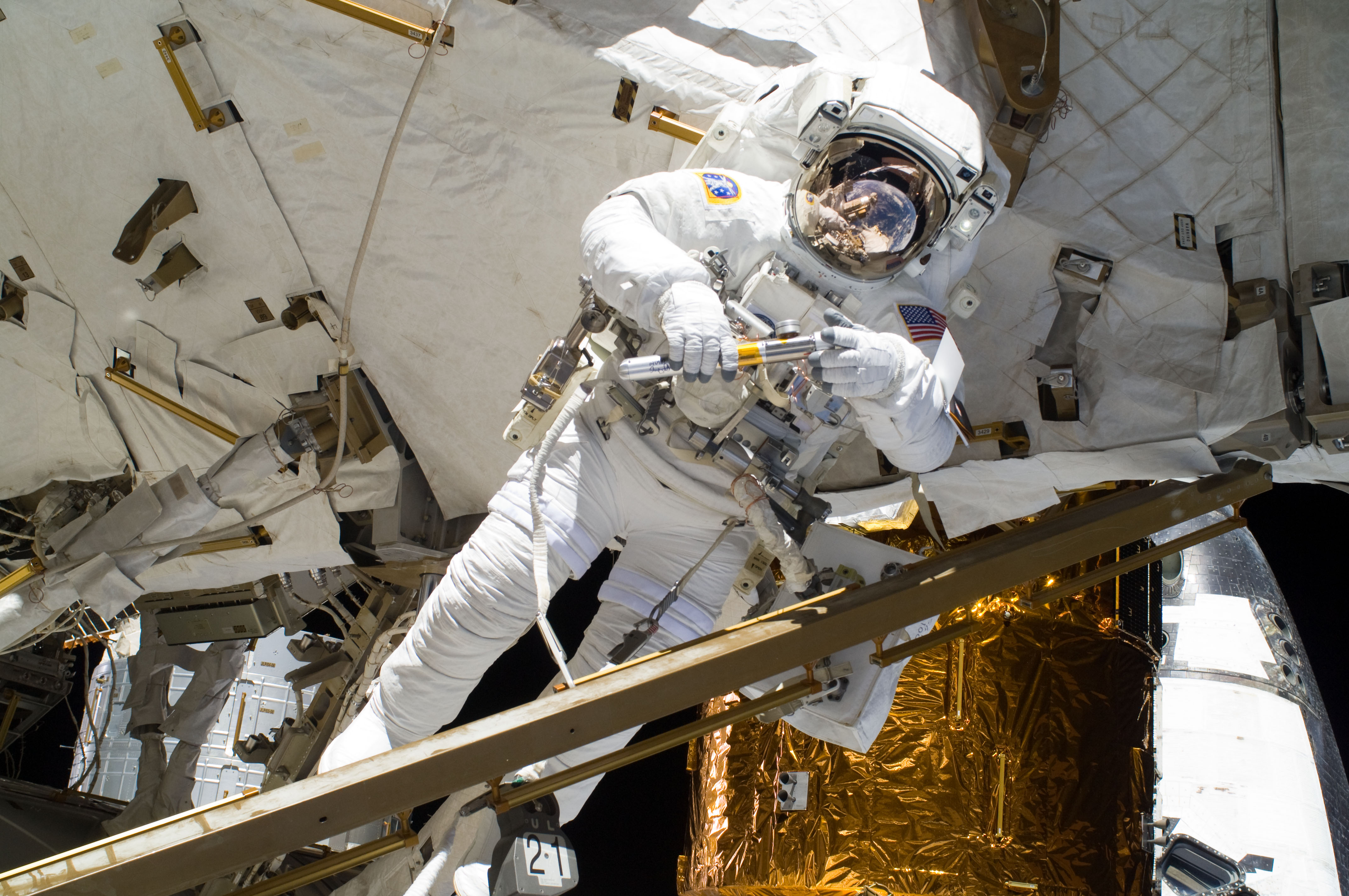
Alvin Drew podczas pracy w otwartej przestrzeni kosmicznej (misja STS-133)

Benjamin Alvin Drew (ur. 5 listopada 1962 w Waszyngtonie, stan Waszyngton, USA) – amerykański astronauta, pułkownik lotnictwa.

## Wykształcenie oraz służba wojskowa
- 1980 – ukończył szkołę średnią (Gonzaga College High School) w Waszyngtonie.
- 1984 – w maju został absolwentem Akademii Sił Powietrznych Stanów Zjednoczonych (United States Air Force Academy), uzyskując licencjat w dwóch specjalnościach: fizyki oraz techniki astronautycznej. Później został skierowany na uzupełniające przeszkolenie do Fort Rucker w Alabamie, gdzie przeszedł kurs pilotażu śmigłowców.
- 1985-1992 – w marcu 1985 został pilotem wojskowym i rozpoczął służbę w grupie ratunkowej jako pilot śmigłowca HH-3E. Później został przeniesiony do dowództwa operacji specjalnych sił powietrznych USA (AFSOC - Air Force Special Operations Command), gdzie był pilotem MH-60G. Uczestniczył w lotach bojowych podczas operacji Just Cause (W Słusznej Sprawie – Panama 1989-90), Desert Shield (Pustynna Tarcza – Arabia Saudyjska 1990-91), Desert Storm (Pustynna Burza – Kuwejt 1991) oraz Provide Komfort (Zapewnić Komfort – Irak 1991).
- 1994 – ukończył przeszkolenie w Szkole Pilotów Doświadczalnych Marynarki Wojennej (United States Naval Test Pilot School).
- 1995 – na Embry Riddle University uzyskał tytuł magistra (astronautyka).
- 2006 – ukończył studia na Uniwersytecie Lotniczym Sił Powietrznych USA (United States Air Force Air University) uzyskując tytuł magistra politologii.
- 2010 – we wrześniu przeszedł w stan spoczynku.

Jest członkiem American Helicopter Society. Na ponad 30 typach maszyn wylatał ponad 3500 godzin.

## Praca w NASA i kariera astronauty
- 2000 – 26 lipca został przyjęty do korpusu amerykańskich astronautów (NASA-18(inne języki)) jako specjalista misji. Miesiąc później rozpoczął szkolenie.
- 2002 – zakończył kurs podstawowy, po którym otrzymał przydział do wydziału ds. Eksploatacji Międzynarodowej Stacji Kosmicznej w Biurze Astronautów NASA (Astronaut Office Station Operations Branch).
- 2007 – pod koniec kwietnia otrzymał nominację do załogi STS-118, w której został specjalistą misji. Zastąpił w niej Claytona Andersona. Lot wahadłowca Endeavour miał miejsce w sierpniu 2007.
- 2008 – został wyznaczony do misji STS-133 w charakterze specjalisty misji.
- 2011 – w dniach 24 lutego – 9 marca wziął udział w misji STS-133 wahadłowca Discovery jako specjalista misji (był to ostatni lot tego wahadłowca).

## Nagrody i odznaczenia
- Meritorious Service Medal
- Air Medal
- Aerial Achievement Medal
- Air Force Commendation Medal
- Air Force Achievement Medal
- Air Force Outstanding Unit Award
- Combat Readiness Medal
- National Defense Service Medal
- Armed Forces Expeditionary Medal
- Southwest Asia Service Medal
- Universal Astronaut Insignia za lot orbitalny (nr 460) – Stowarzyszenie Uczestników Lotów Kosmicznych (Association of Space Explorers(inne języki))[1]

## Wykaz lotów
| Loty kosmiczne, w których uczestniczył Benjamin A. Drew                 | Loty kosmiczne, w których uczestniczył Benjamin A. Drew | Loty kosmiczne, w których uczestniczył Benjamin A. Drew | Loty kosmiczne, w których uczestniczył Benjamin A. Drew | Loty kosmiczne, w których uczestniczył Benjamin A. Drew | Loty kosmiczne, w których uczestniczył Benjamin A. Drew | Loty kosmiczne, w których uczestniczył Benjamin A. Drew |
| №                                                                       | Data startu                                             | Statek kosmiczny                                        | Data lądowania                                          | Statek kosmiczny                                        | Funkcja                                                 | Czas trwania                                            |
| ----------------------------------------------------------------------- | ------------------------------------------------------- | ------------------------------------------------------- | ------------------------------------------------------- | ------------------------------------------------------- | ------------------------------------------------------- | ------------------------------------------------------- |
| 1                                                                       | 8 sierpnia 2007                                         | TS-118 Endeavour F-20                                   | 21 sierpnia [2007                                       | STS-118 Endeavour F-20                                  | Specjalista misji (MS-5)                                | 12 dni 17 godzin 55 minut i 34 sekundy                  |
| 2                                                                       | 24 lutego 2011                                          | STS-133 Discovery F-39                                  | 9 marca 2011                                            | STS-133 Discovery F-39                                  | Specjalista misji (MS-1)                                | 12 dni 19 godzin 3 minuty i 51 sekund                   |
| Łączny czas spędzony w kosmosie — 25 dni 12 godzin 59 minut i 25 sekund |                                                         |                                                         |                                                         |                                                         |                                                         |                                                         |